# Area metropolitana di Parigi

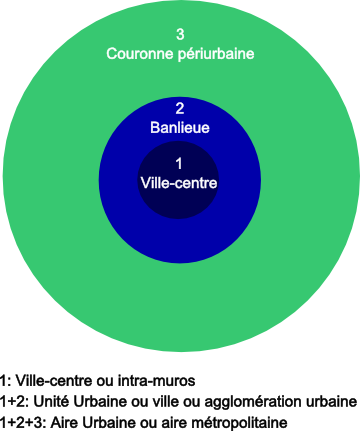
Esplicazione dei termini dell'INSEE di "unità urbana" e "area urbana":
1) Parigi,
1+2) Unità urbana di Parigi,
1+2+3) Area urbana di Parigi.

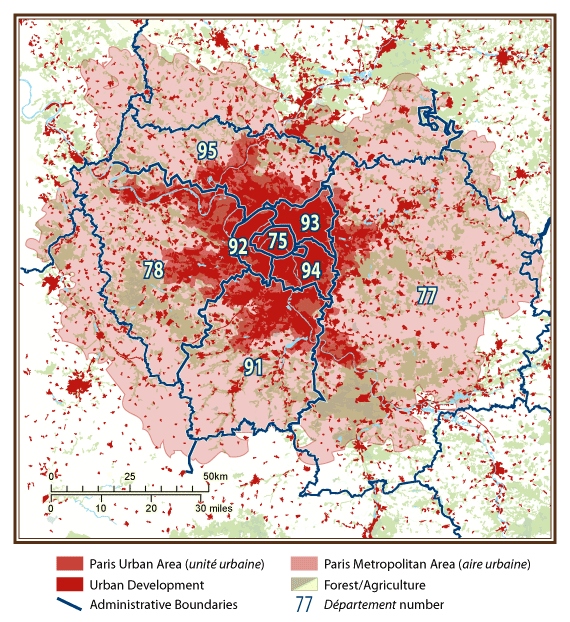
Mappa dell'unità urbana (in) e dell'area urbana (in) di Parigi.

Mappa delle unità urbane (in) e delle aree urbane (in) della Francia; si può notare l'estensione dell'unità e dell'area urbane di Parigi rispetto alle altre.

L'area urbana di Parigi (in francese: aire urbaine de Paris) è un'area urbana o area metropolitana incentrata sulla città di Parigi. Questa definizione statistica, definita dall'Institut national de la statistique et des études économiques (INSEE), riposa essenzialmente sulla continuità di un polo urbano (o unità urbana) e della sua "corona periurbana" di comuni.

## Definizione
«Un'area urbana o «grande area urbana» è un insieme di comuni, tutti contigui e senza enclave, costituita da un polo urbano (unità urbana) di più di 10 000 posti di lavoro, e dai comuni rurali o dalle unità urbane ("corona periurbana") nei quali almeno il 40% della popolazione residente avente un impiego lavora nel polo o nei comuni che gravitano attorno ad esso.
La zonizzazione in aree urbane del 2010 distingue anche le «medie aree urbane», da 5 000 a 10 000 posti di lavoro e le «piccole aree urbane», da 1 500 a 5 000 posti di lavoro.»
Nel 2011, l'INSEE considera che in Francia vi sono 354 aree urbane e che 41 "grandi aree" strutturano il territorio. Le più grandi, 12 di queste, sono qualificate di "aree metropolitane" (aires métropolitaines): Parigi, Lione, Marsiglia, Lilla, Tolosa, Bordeaux, Nizza, Nantes, Strasburgo, Rennes, Grenoble e Montpellier. Esse accolgono ognuna più di 500 000 abitanti e più 20 000 "quadri" che sono occupati in funzioni metropolitane. Le altre 29 sono qualificate di "grandi aree urbane" (grandes aires urbaines) e accolgono ognuna più di 200.000 abitanti e meno di 20 000 quadri (ma più di 10 000) che sono occupati in funzioni metropolitane.
Secondo la zonizzazione delle Aires urbaines 2010 dell'INSEE, al 2018, vi sono in Francia metropolitana complessivamente 771 aree urbane: una con più di 2 500 000 abitanti (Parigi), 16 con più di 500 000 abitanti, 30 con più di 200 000 abitanti e 41 con più di 100 000 abitanti.
Da notare che questa è la definizione ufficiale dell'INSEE, tuttavia, nel linguaggio comune e a volte anche specialistico, per riferirsi all'aire urbaine, si usano anche i termini di aire métropolitaine (area metropolitana, se è molto grande), espace urbain (spazio urbano, termine utilizzato dall'INSEE fino al 1999), bassin de vie (bacino di vita), Grand Paris (Grande Parigi), métropole (metropoli); questi ultimi tre termini però possono applicarsi anche ad altre delimitazioni territoriali.

## Descrizione
L'area urbana di Parigi comprende 1 764 comuni, si estende per 17177,6 km² e consta di 12 532 901 abitanti al 2015. Essa ricomprende quasi interamente la regione Île-de-France (solo alcuni comuni della Seine-et-Marne non ne fanno parte); essa si estende su 15 dipartimenti, gli 8 dell'Île-de-France, l'Aisne, l'Eure, l'Eure-et-Loir, il Loiret, la Marne, l'Oise e lo Yonne.
Quest'area urbana è di gran lunga la più grande di Francia; la seconda area urbana è quella di Lione che si estende per 6018,6 km² e consta di 2 291 763 abitanti al 2015. Il Codice INSEE dell'area urbana di Parigi è 001.
Secondo l'Eurostat, al 2014, la Functional Urban Area (FUA) – in precedenza Larger Urban Zone (LUZ) – di Parigi consta di 11 926 122 abitanti, dietro quella di Londra che ne ha 12 496 800. La Functional Urban Area consiste nella "città", intesa come Local Administrative Unit (LAU), e nella sua commuting zone (zona dei pendolari), ovvero i comuni periferici; questa definizione di Functional Urban Area di Eurostat è assimilabile, anche se non identica, a quella di Aire urbaine dell'INSEE; la Functional Urban Area di Parigi secondo Eurostat comprende un territorio grossomodo simile a quello delimitato dall'INSEE per l'area urbana di Parigi.
Questo territorio non deve essere confuso con l'Unité urbaine de Paris che è l'unità urbana di Parigi, ovvero un territorio meno ampio basato su un altro tipo di delimitazione (Codice INSEE: 00851) e la Métropole du Grand Paris che è una intercomunalità, ovvero un'entità amministrativa (Codice INSEE: 200054781).

## Tabella
|                                                               | Comune e Dipartimento di Parigi (75056) | Zona di lavoro di Parigi (1101) | Métropole du Grand Paris (200054781) | Unità urbana di Parigi (00851) | Regione Île-de-France (11) | Area urbana di Parigi (001) |
| ------------------------------------------------------------- | --------------------------------------- | ------------------------------- | ------------------------------------ | ------------------------------ | -------------------------- | --------------------------- |
| Comuni                                                        | 1                                       | 124                             | 131                                  | 412                            | 1.276                      | 1.764                       |
| Popolazione                                                   |                                         |                                 |                                      |                                |                            |                             |
| Popolazione (2015)                                            | 2 206 488                               | 5 988 248                       | 7 020 210                            | 10 706 072                     | 12 082 144                 | 12 532 901                  |
| Densità (ab/km²)                                              | 20 934,4                                | 9 164,5                         | 8 621,8                              | 3 763,4                        | 1 005,8                    | 729,6                       |
| Superficie (km²)                                              | 105,4                                   | 653,4                           | 814,2                                | 2 844,8                        | 12 012,3                   | 17 177,6                    |
| Var. 2010-2015 (%)                                            | -0,3                                    | 0,2                             | 0,3                                  | 0,5                            | 0,5                        | 0,5                         |
| Numero nuclei familiari (2015)                                | 1 142 877                               | 2 746 150                       | 3 132 849                            | 4 566 766                      | 5 103 533                  | 5 282 849                   |
| Numero nascite (2016)                                         | 28 384                                  | 87 231                          | 106 451                              | 161 918                        | 177 982                    | 182 956                     |
| Numero decessi (2016)                                         | 14 056                                  | 36 964                          | 42 651                               | 64 460                         | 74 621                     | 78 224                      |
| Alloggi                                                       |                                         |                                 |                                      |                                |                            |                             |
| Totale alloggi (2015)                                         | 1 366 438                               | 3 117 657                       | 3 527 777                            | 5 069 602                      | 5 673 678                  | 5 878 954                   |
| Residenze principali (%)                                      | 83,6                                    | 88,1                            | 88,8                                 | 90,1                           | 90,0                       | 89,9                        |
| Residenze secondarie (%)                                      | 8,2                                     | 4,8                             | 4,3                                  | 3,4                            | 3,5                        | 3,6                         |
| Alloggi vuoti (%)                                             | 8,1                                     | 7,1                             | 4,9                                  | 6,5                            | 6,6                        | 6,6                         |
| Nuclei familiari proprietari                                  | 33,2                                    | 39,3                            | 39,4                                 | 44,7                           | 47,3                       | 48,2                        |
| Redditi                                                       |                                         |                                 |                                      |                                |                            |                             |
| Nuclei familiari fiscali (2015)                               | 1 030 953                               | 2 567 695                       | 2 935 475                            | 4 338 631                      | 4 866 994                  | 5 043 205                   |
| Nuclei familiari fiscali tassati (%)                          | 70,2                                    | 67,5                            | 65,2                                 | 65,8                           | 66,1                       | 66,0                        |
| Mediana del reddito disponibile per unità di consumazione (€) | 26 431                                  | 23 650                          | 22 174                               | 22 427                         | 22 639                     | 22 630                      |
| Tasso di povertà (%)                                          | 16,2                                    | 16,9                            | 18,5                                 | 16,8                           | 15,9                       | 15,6                        |
| Lavoro - Disoccupazione                                       |                                         |                                 |                                      |                                |                            |                             |
| Lavoro totale                                                 | 1 797 744                               | 350 8262                        | 3 900 594                            | 5 300 134                      | 5 682 046                  | 5 790 231                   |
| Var. 2010-2015 (%)                                            | -0,2                                    | 0,0                             |                                      | 0,0                            | 0,0                        | 0,0                         |
| Tasso di attività (%)                                         | 77,7                                    | 77,1                            | 76,5                                 | 76,2                           | 76,3                       | 76,3                        |
| Tasso di disoccupazione (%)                                   | 12,2                                    | 13,0                            | 13,5                                 | 13,1                           | 12,8                       | 12,8                        |
| Stabilimenti (unità di produzione)                            |                                         |                                 |                                      |                                |                            |                             |
| Numero stabilimenti attivi                                    | 546 320                                 | 922 582                         |                                      | 1 281 548                      | 1 395 594                  | 1 429 857                   |
| Nell'agricoltura (%)                                          | 0,1                                     | 0,1                             |                                      | 0,2                            | 0,5                        | 0,7                         |
| Nell'industria (%)                                            | 2,7                                     | 2,9                             |                                      | 3,1                            | 3,3                        | 3,4                         |
| Nelle costruzioni (%)                                         | 4,1                                     | 6,5                             |                                      | 8,1                            | 8,4                        | 8,5                         |
| Nel commercio, trasporti e servizi diversi                    | 83,9                                    | 80,4                            |                                      | 77,6                           | 76,6                       | 76,2                        |
| Nella pubblica amministrazione                                | 9,2                                     | 10,1                            |                                      | 11,0                           | 11,2                       | 11,2                        |
| Stabilimenti da 1-9 dipendenti (%)                            | 22,8                                    | 22,0                            |                                      | 22,1                           | 22,1                       | 22,2                        |
| Stabilimenti da 10 e più dipendenti (%)                       | 4,6                                     | 5,0                             |                                      | 5,6                            | 5,6                        | 5,5                         |
|                                                               | Parigi (75056)                          | Zona di lavoro (1101)           | Métropole (200054781)                | Unità urbana (00851)           | Regione (11)               | Area urbana (001)           |

| Dipartimenti dell'Île-de-France                     | Dipartimenti dell'Île-de-France | Dipartimenti dell'Île-de-France | Dipartimenti dell'Île-de-France | Dipartimenti dell'Île-de-France |
| Area                                                | Popolazione                     | Superficie                      | Densità                         | 1999-2008 var. popolazione      |
| --------------------------------------------------- | ------------------------------- | ------------------------------- | ------------------------------- | ------------------------------- |
| Comune di Parigi (dip. 75)                          | 2 211 297                       | 105 km²                         | 20 169 ab/km²                   | +0,45 %/an                      |
| Petite couronne (dip. 92, 93, 94)                   | 4 366 961                       | 657 km²                         | 6 647 ab/km²                    | +0,89 %/an                      |
| Grande couronne (dip. 77, 78, 91, 95)               | 5 081 002                       | 11 250 km²                      | 452 ab/km²                      | +0,68 %/an                      |
| Île-de-France (dip. 75, 77, 78, 91, 92, 93, 94, 95) | 11 659 260                      | 12 012 km²                      | 971 ab/km²                      | +0,71 %/an                      |
|                                                     |                                 |                                 |                                 |                                 |
| Zone statistiche                                    |                                 |                                 |                                 |                                 |
| Area                                                | Popolazione                     | Superficie                      | Densità                         | 1999-2008 var. popolazione      |
| Agglomerazione o Unità urbana di Parigi             | 10 354 675                      | 2 845 km²                       | 3 640 ab/km²                    | +0,70 %/an                      |
| Area urbana o Area metropolitana di Parigi          | 12 089 098                      | 17 175 km²                      | 704 ab/km²                      | +0,71 %/an                      |